# Liga dos Campeões da CAF de 2011
A Liga dos Campeões da CAF de 2011 foi a 47ª edição da maior competição de clubes da África e a 15ª edição sobre o atual formato de competição. O campeão tem o direito de ser o representante africano para a Copa do Mundo de Clubes da FIFA de 2011.

## Equipes Classificadas
Equipes marcadas em negrito entraram na primeira fase. 
| Associação                                                        | Equipe                                                            | Classificação                                                     |
| Associações elegíveis para entrar com duas equipes (Ranking 1–12) | Associações elegíveis para entrar com duas equipes (Ranking 1–12) | Associações elegíveis para entrar com duas equipes (Ranking 1–12) |
| ----------------------------------------------------------------- | ----------------------------------------------------------------- | ----------------------------------------------------------------- |
| Tunísia                                                           | Espérance                                                         | Campeonato Tunisiano de 2009-10 - Campeão                         |
| Tunísia                                                           | Africain                                                          | Campeonato Tunisiano de 2009-10 - Vice-Campeão                    |
| Nigéria                                                           | Enyimba                                                           | Campeonato Nigeriano de 2009-10 - Campeão                         |
| Nigéria                                                           | Kano Pilars                                                       | Campeonato Nigeriano de 2009-10 - Vice-Campeão                    |
| Marrocos                                                          | Wydad                                                             | Campeonato Marroquino de 2009-10 - Campeão                        |
| Marrocos                                                          | Raja Casablanca                                                   | Campeonato Marroquino de 2009-10 - Vice-Campeão                   |
| Egito                                                             | Al Ahly                                                           | Campeonato Egípcio de 2009-10 - Campeão                           |
| Egito                                                             | Zamalek                                                           | Campeonato Egípcio de 2009-10 - Vice-Campeão                      |
| Argélia                                                           | MC Alger                                                          | Campeonato Argelino de 2009-10 - Campeão                          |
| Argélia                                                           | ES Sétif                                                          | Campeonato Argelino de 2009-10 - Vice-Campeão                     |
| Angola                                                            | - Interclube - Recreativo Caála                                   |                                                                   |
| Camarões                                                          | - Cotonsport - Lês Astress                                        |                                                                   |
| Costa do Marfim                                                   | - Mimosas - JS d'Abidjan                                          |                                                                   |
| Mali                                                              | - Stade Malien - Djoliba                                          |                                                                   |
| RD Congo                                                          | - Mazembe - Vita                                                  |                                                                   |
| Sudão                                                             | - Al Hilal - Al-Merrikh                                           |                                                                   |
| Zimbabwe                                                          | - Dynamos - Motor Action                                          |                                                                   |
| Associações elegíveis para entrar com uma equipe.                 |                                                                   |                                                                   |
| África do Sul                                                     | SuperSport United                                                 | Campeonato Sul-Africano de 2009-10 - Campeão                      |
| Gana                                                              | Aduana Stars                                                      | Campeonato Ganês de 2009-10 - Campeão                             |
| Benim                                                             | - ASPAC                                                           |                                                                   |
| Botswana                                                          | - Township Rollers                                                |                                                                   |
| Burundi                                                           | - Vital'O                                                         |                                                                   |
| Burquina Fasso                                                    | - Fasso-Yennenga                                                  |                                                                   |
| Chade                                                             | - Tourbillon                                                      |                                                                   |
| Comores                                                           | - Elan club                                                       |                                                                   |
| Etiópia                                                           | - Saint George                                                    |                                                                   |
| Gabão                                                             | - Bitam                                                           |                                                                   |
| Gâmbia                                                            | - Ports Authority                                                 |                                                                   |
| Guiné                                                             | - Fello Star                                                      |                                                                   |
| Guiné Equatorial                                                  | - Deportivo Mongomo                                               |                                                                   |
| Lesoto                                                            | - Matlama                                                         |                                                                   |
| Libéria                                                           | - Mighty Barolle                                                  |                                                                   |
| Líbia                                                             | - Al-Ittihad                                                      |                                                                   |
| Madagáscar                                                        | - CNaPS Sport                                                     |                                                                   |
| Mauritânia                                                        | - ASC Snim                                                        |                                                                   |
| Moçambique                                                        | - Desportivo Maputo                                               |                                                                   |
| Níger                                                             | - ASFAN                                                           |                                                                   |
| Quênia                                                            | - Ulinzi Stars                                                    |                                                                   |
| República do Congo                                                | - Saint Michel                                                    |                                                                   |
| Ruanda                                                            | - APR                                                             |                                                                   |
| República Centro-Africana                                         | - Olympic Real                                                    |                                                                   |
| Senegal                                                           | - ASC Diaraf                                                      |                                                                   |
| Seicheles                                                         | - Saint Michel United                                             |                                                                   |
| Serra Leoa                                                        | - East End Lions                                                  |                                                                   |
| Essuatíni                                                         | - Young Buffaloes                                                 |                                                                   |
| Tanzânia                                                          | - Simba                                                           |                                                                   |
| Zâmbia                                                            | - ZESCO United                                                    |                                                                   |
| Zanzibar                                                          | - Zanzibar Ocean View                                             |                                                                   |

## Fase preliminar
As tabelas da Fase Preliminar, Primeira Fase e Segunda Fase foram anunciados em 20 de dezembro de 2010.
A fase preliminar será assim : jogos de ida 28, 29 e 30 de janeiro ; jogos de volta 11 - 13 de fevereiro e 4 - 6 de Março.
| Equipe 1            | Total      | Equipe 2          | 1.º jogo | 2.º jogo |
| ------------------- | ---------- | ----------------- | -------- | -------- |
| ASFAN               | 0-3        | JC Abidjan        | 0-0      | 0-3      |
| Saint Michel        | 0-3        | Enyimba           | 0-1      | 0-2      |
| Bitam               | 0-3        | Les Astres        | 0-0      | 0-2      |
| Olimpic Real        | 1-3        | MC Alger          | 1-1      | 0-2      |
| Interclube          | w/o1       | Township Rollers  |          |          |
| East End Lions      | 0-4        | Djoliba           | 0-2      | 0-2      |
| Diaraf              | 3-1        | Ports Authority   | 1-1      | 2-0      |
| ASPAC               | 2-1        | Deportivo Mongomo | 1-0      | 1-1      |
| Mimosas             | 9-0        | ASC Snim          | 7-0      | 2-0      |
| Motor Action        | 1-1(4–3 p) | CNaPS Sport       | 0-1      | 1-0      |
| Raja Casablanca     | w/o2       | Tourbillon        | 10-1     |          |
| Ulinzi Stars        | 0-5        | Zamalek           | 0-4      | 0-1      |
| APR                 | 2-6        | Africain          | 2-2      | 0-4      |
| Recreativo Caála    | 2-1        | Saint-George      | 2-0      | 0-1      |
| Elan Club           | 2-4        | Simba             | 0-0      | 2-4      |
| Mighty Barrolle     | 1-3        | Kano Pillars      | 1-2      | 0-1      |
| Wydad               | 3-1        | Aduana Stars      | 3-0      | 0-1      |
| Fello Star          | 1-4        | Faso-Yennenga     | 1-1      | 0-3      |
| Vital'O             | 3-3(gf)    | Cotonsport        | 2-2      | 1-1      |
| Zanzibar Ocean View | 1-3        | Vita              | 1-1      | 0-3      |
| Supersport United   | 3-2        | Matlama           | 2-0      | 1-2      |
| Young Buffaloes     | 4-2        | St. Michel United | 3-0      | 1-2      |
| ZESCO United        | 4-2        | Desportivo Maputo | 3-0      | 1-2      |

1 Inter de Luanda classificou-se para a Primeira Fase após a equipe do Township Rollers ser suspensa pela CAF.

2 Raja Casablanca classificou-se para a Primeira Fase após a equipe de Tourbillon FC retirar-se após o primeiro jogo.

Nove times vão direto a primeira fase:  ES Sétif , Al-Ahly , Al-Ittihad , Stade Malien , Mazembe , Al-Hilal e Al-Merreikh , Espérance  e Dynamos .

## Primeira fase
A primeira fase será assim : jogos de ida 18 e 20 de março ; jogos de volta 1 e 3 de abril.
| Equipe 1     | Total       | Equipe 2          | 1.º jogo | 2.º jogo |
| ------------ | ----------- | ----------------- | -------- | -------- |
| JC Abidjan   | w/o3        | Al-Ittihad        | —3       | —        |
| Bitam        | 1-2         | Enyimba           | 0-0      | 1–2      |
| Dynamos      | 4-4(gf)     | MC Alger          | 4-1      | 0-3      |
| Al-Merreikh  | 2-2(2-3 p)  | Interclube        | 2-0      | 0-2      |
| Diaraf       | 4-1         | Djoliba           | 3-0      | 1-1      |
| Espérance    | 5-2         | ASPAC             | 5-0      | 0-2      |
| Motor Action | 0-0 (2-4 p) | Mimosas           | 0-0      | —4       |
| Stade Malien | 2-2(gf)     | Raja Casablanca   | 2-1      | 0-1      |
| Africain     | w/o5        | Zamalek           | 4-2      | Abd5     |
| Al-Hilal     | 4-1         | Recreativo Caála  | 3-0      | 1-1      |
| Mazembe      | w/o6        | Simba             | 3-1      | 3-2      |
| Wydad        | 2-0         | Kano Pillars      | 2-0      | 0-0      |
| ES Sétif     | 6-3         | Faso-Yennenga     | 2-0      | 4-3      |
| Vita         | 0-3         | Cotonsport        | 0-1      | 0-2      |
| Al-Ahly      | 2-1         | Supersport United | 2-0      | 0-1      |
| ZESCO United | 7-0         | Young Buffaloes   | 5-0      | 2-0      |

Notas
- Nota 3: Eliminatória disputada em jogo único e campo neutro devido a crise política na Líbia e a crise política na Costa do Marfim.[2] O jogo não aconteceu e o JC Abidjan desistiu de participar.
- Nota 4: Eliminatória disputada em jogo único devido a crise política na Costa do Marfim.[2]
- Nota 5: Segundo jogo abandonado aos 90+5 minutos com o Zamalek vencendo por 2 – 1 (Club Africain vencendo por 5 – 4 no placar agregado) quando torcedores do Zamalek invadiram o gramado.[3]
- Nota 6: TP Mazembe venceu por 6–3 no placar agregado, mas depois foi desclassificado por escalar um jogador irregular. Como resultado, Simba jogou contra a equipe marroquina do Wydad Casablanca, que tinha sido eliminado pelo TP Mazembe na segunda fase, em um play-off por um lugar na fase de grupos.

## Segunda fase
A segunda fase será assim : jogos de ida 22 e 24 de abril ; jogos de volta 6 e 8 de maio.
| Equipe 1        | Total      | Equipe 2   | 1.º jogo | 2.º jogo |
| --------------- | ---------- | ---------- | -------- | -------- |
| Enyimba         | 1-0        | Al-Ittihad | 1-0      | —7       |
| Interclube      | 3-4        | MC Alger   | 1-1      | 2-3      |
| Espérance       | 6-0        | Diaraf     | 5-0      | 1-0      |
| Raja Casablanca | 1-1(5-4 p) | Mimosas    | 1-1      | —7       |
| Al-Hilal        | w/o8       | Africain   | 1-0      | Abd8     |
| Wydad           | w/o9       | Mazembe    | 1-0      | 0-2      |
| Cotonsport      | 4-3        | ES Sétif   | 4-1      | 0-2      |
| ZESCO United    | 0-1        | Al-Ahly    | 0-0      | 0-1      |

Notas
- Nota 7: Eliminatória disputada em jogo único devido a crise política na  Costa do Marfim e na Líbia.[4]
- Nota 8: Segundo jogo da eliminatória abandonado aos 81 minutos com placar de 1-1 (Al-Hilal vencendo por 2-1 no placar agregado), quando torcedores do Club Africain invadiram o gramado.[5]
- Nota 9: TP Mazembe venceu por 2-1 no placar agregado, mas foi posteriormente desclassificado por apresentar um jogador inelegível na primeira fase. Como resultado, o Wydad Casablanca jogará contra o representante da Tanzânia,  Simba, que perdeu para o TP Mazembe na primeira fase, em um play-off por um lugar na fase de grupos.

Os times eliminados vão para o segundo round da Copa das Confederações da CAF de 2011.

### Play-off extra
Em 14 de maio de 2011, a CAF anunciou que o TP Mazembe da República Democrática do Congo foi desclassificado da fase de grupos da Liga dos Campeões devido a uma queixa sobre a elegibilidade do jogador Janvier Besala Bokungu feita pela equipe tanzaniana do  Simba, que perdeu para o TP Mazembe na primeira fase. Como resultado, o Comitê Organizador decidiu que o representante da fase de grupos seria determinado através de um play-off em campo neutro, entre as equipes do Simba e Wydad Casablanca, que perdeu para o TP Mazembe na segunda fase.
| Equipe 1 | Resultado | Equipe 2 |
| -------- | --------- | -------- |
| Simba    | 0-3       | Wydad    |

## Fase de grupos
O sorteio da fase de grupos foi realizado em 15 de maio de 2011. As oito equipes foram separadas em quatro potes, com cada grupo contendo uma equipa de cada pote.

### Grupo A
| Time            | Pts | J | V | E | D | GF | GS | SG |
| --------------- | --- | - | - | - | - | -- | -- | -- |
| Enyimba         | 14  | 6 | 4 | 2 | 0 | 11 | 5  | +6 |
| Al-Hilal        | 8   | 6 | 2 | 2 | 2 | 6  | 7  | −1 |
| Coton Sport     | 7   | 6 | 2 | 1 | 3 | 7  | 8  | −1 |
| Raja Casablanca | 3   | 6 | 0 | 3 | 3 | 1  | 5  | −4 |

|                 | HIL | COT | ENY | RAJ |
| --------------- | --- | --- | --- | --- |
| Al-Hilal        | –   | 2–1 | 1–2 | 1–0 |
| Coton Sport     | 2−0 | –   | 2–3 | 2–1 |
| Enyimba         | 2–2 | 2–0 | –   | 2–0 |
| Raja Casablanca | 0−0 | 0−0 | 0−0 | –   |

### Grupo B
| Time      | Pts | J | V | E | D | GF | GS | SG |
| --------- | --- | - | - | - | - | -- | -- | -- |
| Espérance | 10  | 6 | 2 | 4 | 0 | 9  | 4  | +5 |
| Wydad     | 7   | 6 | 1 | 4 | 1 | 11 | 9  | +2 |
| Al-Ahly   | 7   | 6 | 1 | 4 | 1 | 7  | 6  | +1 |
| MC Alger  | 5   | 6 | 1 | 2 | 3 | 4  | 12 | −8 |

|           | AHL | EST | MCA | WCB |
| --------- | --- | --- | --- | --- |
| Al-Ahly   | –   | 1–1 | 2–0 | 3–3 |
| Espérance | 1–0 | –   | 4-0 | 0−0 |
| MC Alger  | 0−0 | 1–1 | –   | 3–1 |
| Wydad     | 1–1 | 2–2 | 4–0 | –   |

## Semifinal
| Equipe 1 | Total | Equipe 2  | 1.º jogo | 2.º jogo |
| -------- | ----- | --------- | -------- | -------- |
| Wydad    | 1–0   | Enyimba   | 1–0      | 0–0      |
| Al-Hilal | 0–3   | Espérance | 0–1      | 0–2      |

### Jogos de ida
| 1 de outubro de 2011 | Wydad            | 1 – 0     | Enyimba | Stade Mohamed V, Casablanca |
| 19:00 UTC+0          | Pascal Angan 89' | Relatório |         |                             |

| 2 de outubro de 2011 | Al-Hilal | 0 – 1     | Espérance         | Estádio de Hilal, Ondurmã |
| 20:00 UTC+3          |          | Relatório | Youssef Msakni 4' |                           |

### Jogos de volta
| 15 de outubro de 2011 | Espérance                              | 2 – 0     | Al-Hilal | Olympic Staduim, Rades |
| 19:30 UTC+1           | Youssef Msakni 52' · Wajdi Bouazzi 90' | Relatório |          |                        |

Espérance venceu por 3–0 no placar agregado e classificou-se para a Final.
| 16 de outubro de 2011 | Enyimba | 0 – 0     | Wydad | Enyimba International Stadium |
| 16:00 UTC+1           |         | Relatório |       |                               |

Wydad venceu por 1–0 no placar agregado e classificou-se para a Final.